# Ca Figuerola
Ca Figuerola és un monument del municipi d'Alcover protegit com a bé cultural d'interès local.

## Descripció
Edifici de grans proporcions, de planta baixa, pis i golfes. La planta baixa, porxada, presenta pilars de pedra que suporten els quatre arcs carpanells. La porta d'accés a l'habitatge es troba en aquesta planta, en el pla interior dels porxos. En el primer pis hi ha set obertures emmarcades en pedra. Les dues centrals s'obren a un balcó principal comú. Les golfes, sota el ràfec, presenten petites obertures rectangulars. És molt remarcable la qualitat de la talla de les baranes de fusta dels balcons ampitadors del primer pis.

## Història
La Casa Figuerola, que ocupa tota la part sud-est de la plaça Nova d'Alcover, davant la Casa de la Vila, és un dels edificis d'habitatge més interessants del poble, ja que conserva la seva fesonomia original. Va ser construïda l'any 1692, i era la més gran de les tres cases que la família Figuerola posseïa al nucli urbà. L'any 1904 es va traslladar a aquest edifici el Cercle d'Amics d'Alcover. En l'actualitat, Ca Figuerola és coneguda també amb el nom de Ca Xipell.